# Beatriz Ferrer-Salat
Beatriz Ferrer-Salat Serra Di Migni (Barcelona, 11 de marzo de 1966) es una jinete española que compite en la modalidad de doma.
Participó en cinco Juegos Olímpicos de Verano, entre los años 1996 y 2020, obteniendo dos medallas en Atenas 2004, plata en la prueba por equipos (junto con Juan Antonio Jiménez, Ignacio Rambla Algarín y Rafael Soto Andrade) y bronce en la individual.
Ganó dos medallas en el Campeonato Mundial de Doma de 2002 y cuatro medallas en el Campeonato Europeo de Doma entre los años 2003 y 2015.

## Biografía
Hija del expresidente de la CEOE y del COE, Carlos Ferrer Salat, es conocida principalmente por su carrera en la disciplina hípica de doma. Es, además, licenciada en traducción.
Comenzó a recibir clases de hípica en el Real Club de Polo de Barcelona, y a los 16 años inició su carrera deportiva. Después de una estancia en Alemania, donde fue entrenada por George Theodorescu y Herbert Rehbein, regresó a España para entrenar con el seleccionador Jürgen Koschel, hasta los Juegos Olímpicos de Atlanta 1996, y desde entonces con el también alemán, de origen belga, Jan Bemelmans. Con este y con el caballo de raza hannoveriana Beauvalais cosechó sus mayores logros, convirtiéndose en la jinete de doma clásica con más éxitos de España.
En los Juegos Ecuestres Mundiales de 2002, celebrados en Jerez de la Frontera, obtuvo la medalla de plata en la prueba individual y la de bronce por equipos. Su primera participación olímpica fue en Atlanta 1996, donde quedó en el séptimo lugar por equipos; posición que mejoró en Sídney 2000, quedando quinta por equipos y décima individual.
En los Juegos Olímpicos de Atenas 2004 obtuvo la medalla de bronce en la prueba individual, con una marca de 76,667 puntos, por detrás de la neerlandesa Anky van Grunsven (oro) y la alemana Ulla Salzgeber (plata), y la medalla de plata en la prueba por equipos. Su participación en los Juegos de Pekín 2008 se vio truncada en el último momento debido a una lesión de su caballo Fabergé. En Río de Janeiro 2016, su cuarta cita olímpica, montando a Delgado, finalizó séptima por equipos y décima individual, y en Tokio 2020 fue nuevamente séptima por equipos.
Fue distinguida por el Consejo Superior de Deportes (CSD) con el Premio Nacional del Deporte Reina Sofía del año 2004. Además, en 2006, junto con el equipo nacional de doma, recibió la Placa de Plata de la Real Orden del Mérito Deportivo.

## Palmarés internacional
| Juegos Olímpicos   | Juegos Olímpicos              | Juegos Olímpicos  | Juegos Olímpicos   |
| Año                | Lugar                         | Medalla           | Categoría          |
| ------------------ | ----------------------------- | ----------------- | ------------------ |
| 2004               | Atenas (Grecia)               | Medalla de plata  | Por equipos        |
| 2004               | Atenas (Grecia)               | Medalla de bronce | Individual         |
| Campeonato Mundial |                               |                   |                    |
| Año                | Lugar                         | Medalla           | Categoría          |
| 2002               | Jerez de la Frontera (España) | Medalla de plata  | Individual         |
| 2002               | Jerez de la Frontera (España) | Medalla de bronce | Por equipos        |
| Campeonato Europeo |                               |                   |                    |
| Año                | Lugar                         | Medalla           | Categoría          |
| 2003               | Hickstead (Reino Unido)       | Medalla de plata  | Por equipos        |
| 2003               | Hickstead (Reino Unido)       | Medalla de bronce | Individual         |
| 2005               | Hagen (Alemania)              | Medalla de bronce | Por equipos        |
| 2015               | Aquisgrán (Alemania)          | Medalla de bronce | Individual (libre) |